# Juraj IV. Zrinski
Juraj IV. Zrinski (mađ. Zrínyi IV. György) (Čakovec, 13. travnja 1549. – Vép kod Sambotela, Mađarska, 4. svibnja 1603.), bio je hrvatski velikaš, grof, te protuosmanski ratnik iz velikaške obitelji Zrinskih. Bio je jedan od najbogatijih hrvatskih velikaša, s posjedima koji su se protezali od Jadranskog mora do zapadne Ugarske. Obnašao je niz visokih dužnosti u kraljevstvu, podupirao je rad književnika i bio pristaša protestantizma.

## Životopis
Grof Juraj Zrinski bio je sin Nikole Šubića Zrinskog Sigetskog i njegove prve supruge grofice Katarine Zrinski rođ. Frankopan. 
Od oca je naslijedio niz posjeda, među kojima i Međimurje, a obavljao je, kao i njegov otac ranije, dužnost meštra hrvatsko-ugarskih kraljevskih tavernika, to jest glavnog rizničara, vrlo visoke funkcije u kraljevstvu. Uz to, bio je i veliki župan Zaladske županije.
Juraj Zrinski bio je prvo oženio groficu Anu D'Arco, ali je ona ubrzo, 1570. godine, umrla. U drugom braku bio je s groficom Sofijom Stubenberg. Imao je petero djece, među kojima su najznačajniji sinovi Nikola VI. i Juraj V.
Još od rane mladosti prihvatio je ideje reformacije u katoličkoj crkvi, odnosno protestantizam, i u hrvatske župe dovodio luteranske svećenike. To je izazvalo protivljenje katoličkih svećenika i pučanstva, većinom odanog rimskom papi.
Početkom sedamdesetih godina šesnaestog stoljeća (1570. godine) Juraj Zrinski je osnovao tiskaru u Nedelišću, mjestu udaljenom nekoliko kilometara od Čakovca. Pozvao je, naime, austrijskog tiskara i grafičara poljsko-švicarskog podrijetla Rudolfa Hoffhaltera, koji je u Nedelišću postavio tiskarski stroj. Godine 1574. na njemu je tiskana prva i najstarija sačuvana knjiga na kajkavskom narječju hrvatskog jezika poznata pod nazivom Decretum tripartitum, koju je za tisak priredio varaždinski bilježnik Ivanuš (Ivan) Pergošić. To je zapravo bio prijevod latinskog izvornika te knjige pravnih propisa Tripartitum opus juris consuetudinarii Regni Hungarie, čiji je autor madžarski pravnik István Verböczy.
Osim Decretuma u Nedelišću su tiskane i druge knjige, među kojima tri knjige beličkog župnika Mihajla Bučića: Novi zakon, Kerstjanski nauk i Contra praensentiam corporis et sanguinis Christi in sacramento Eucharistiae. Većina knjiga tiskanih u nedelišćanskoj tiskari netragom je nestala, poglavito nakon što je zaustavljeno širenje protestantizma i vraćeno katoličanstvo. Tiskara je, prema nekim izvorima, radila u Nedelišću sve do 1586. godine kada je premještena u Varaždin.
Premda zaokupljen knjigama i luteranstvom, ratovao je Juraj, kao i njegovi preci i potomci, protiv Turaka. Tako je početkom 1572. godine s oko 3000 konjanika i pješaka poduzeo vojni pohod na istok, u Slavoniju, gdje su Osmanlije učvrstili svoju vlast. Prema turskim izvorima, Hrvati su poharali i spalili više sela u ondašnjem Požeškom sandžaku, te odnijeli znatan ratni plijen, ponajviše stoku. U analima je zabilježena i velika Jurjeva pobjeda nad Turcima 1587. godine, kada je u močvarnom području kod mađarskog mjesta Kacsorlak, sjeverno od Velike Kaniže (mađ.Nagykanizsa), poginulo oko 2000 Turaka, 1000 ih je zarobljeno, a kao ratni plijen je, između ostalog, ulovljeno oko 1100 konja.   
Dana 29. svibnja 1579. godine dodijelio je Juraj (IV.) Zrinski povelju s privilegijama stanovnicima podgrađa čakovečke utvrde, čime je Čakovec priznat kao trgovište i stvorena je osnova za daljnji razvoj naselja. Taj se dan danas obilježava kao Dan Grada Čakovca. Povijesni izvori bilježe i druge aktivnosti i zasluge ovog hrvatskog velmože, kao što je, na primjer, dogradnja dvorca u Ozlju, koji je ranije pripadao obitelji Frankopan, a ženidbenim vezama prešao u ruke Zrinskih. O godini dogradnje svjedoči kameni natpis na ulaznoj kuli gdje piše 1599.
Juraj je umro 1603. godine u malom mjestu Vép na zapadu Mađarske, a pokopan je u obiteljskoj grobnici u sklopu samostanskog kompleksa u Svetoj Jeleni, nedaleko Čakovca, gdje je pokopana i glava njegovog oca Nikole.